# 姆利諾克河
姆利諾克河（烏克蘭語：Млинок），是烏克蘭西北部的河流，屬於韋謝盧哈河的支流。該河發源自奧斯特里夫西克附近，流經里夫內州的瓦拉什區，河道全長38公里，流域面積144平方公里。